# Onslaught (spel)
Onslaught är ett actionplattformsspel släppt 1989 till Amiga och senare portat till Atari ST, PC och Sega Mega Drive. Det blev också återutgivet till iPhone OS och Xbox 360.
Onslaught utspelar sig i en fantasyvärld i landet Gargore, som har blivit en röra med små kungadömen, alla med en egen armé. Spelaren styr en "fanatiker", en mäktig krigare som lever för att döda.
Spelet börjar med att man ser en karta över en massa områden som man ska erövra. Man väljer vilket man vill börja med. Men man kan inte välja vilket som helst utan bara ett som angränsar till det område man befinner sig i då. När man valt ett område, förflyttas man dit på skärmen. I varje område ska man slåss mot en massa fiender för att få bättre vapen och energi och i slutet av varje område finns det en boss man ska besegra.
Med spelet följer också en editor med vars hjälp man kan modifiera världar.

## Mottagande
Spelet fick ett blandat mottagande när det släpptes. ZZap! 64 gav spelet 85% i betyg. Svenska Hemdatornytt ansåg att spelet hade mycket bra grafik och musik, och gav spelet 62.5/100 i medelvärde. Datormagazin ansåg att det var väldigt grötigt på skärmen hela tiden och att intrigen bakom spelet var som en gammal B-film, och gav spelet 3/10 i betyg. Mega placerade spelet på #8 i sin lista över de 10 värsta Mega Drive-spelen.